# Tetri Bazar
Tetri Bazar è una suddivisione dell'India, classificata come municipal board, di 21.915 abitanti, situata nel distretto di Siddharthnagar, nello stato federato dell'Uttar Pradesh.